# Bolderslev
Bolderslev (Duits:Bollersleben) is een plaats in de Deense regio Zuid-Denemarken, gemeente Aabenraa, en telt 1262 inwoners (2007).